# Аарон, Флориан
Флориан Аарон (Арон) (рум. Florian Aaron; 21 января 1805, Род, Трансильвания (ныне жудец Сибиу Румыния) — 12 июля 1887, Бухарест) — румынский писатель, журналист, редактор, историк. Педагог, профессор Бухарестского университета.

## Биография
В 1827 переехал в Валахию. Преподавал в Крайове, в 1832—1847 читал лекции по латыни в Колледже святого Саввы, позже получил должность профессора в Бухарестском университете, потом временно редактировал в Трансильвании «Румынский телеграф» и с 1857 снова продолжал преподавательскую деятельность в Бухаресте.
Участник революционных событий 1848 года. Был членом Благотворительного общества.
Ему принадлежит несколько трудов по истории и дидактике, и, кроме того, в сотрудничестве с Поженаром и Гиллем им издан французско-румынский лексикон: «Dictionnaire français-roumain» (2 т., 1843).

## Избранные труды
- Idee repede de istoria Prințipatului Țării Românești, 1835 −1838
- Patriarșii sau Pământul Canaan: Istorie în tabloane trasă din Sfânta Scriptură, 1846
- Mihaiu Bravulu,: biografia și caracteristica lui, trase din istoria Țării Românești, 1858
- Scrieri literare inedite, 1981